# Kathleen Quinlan

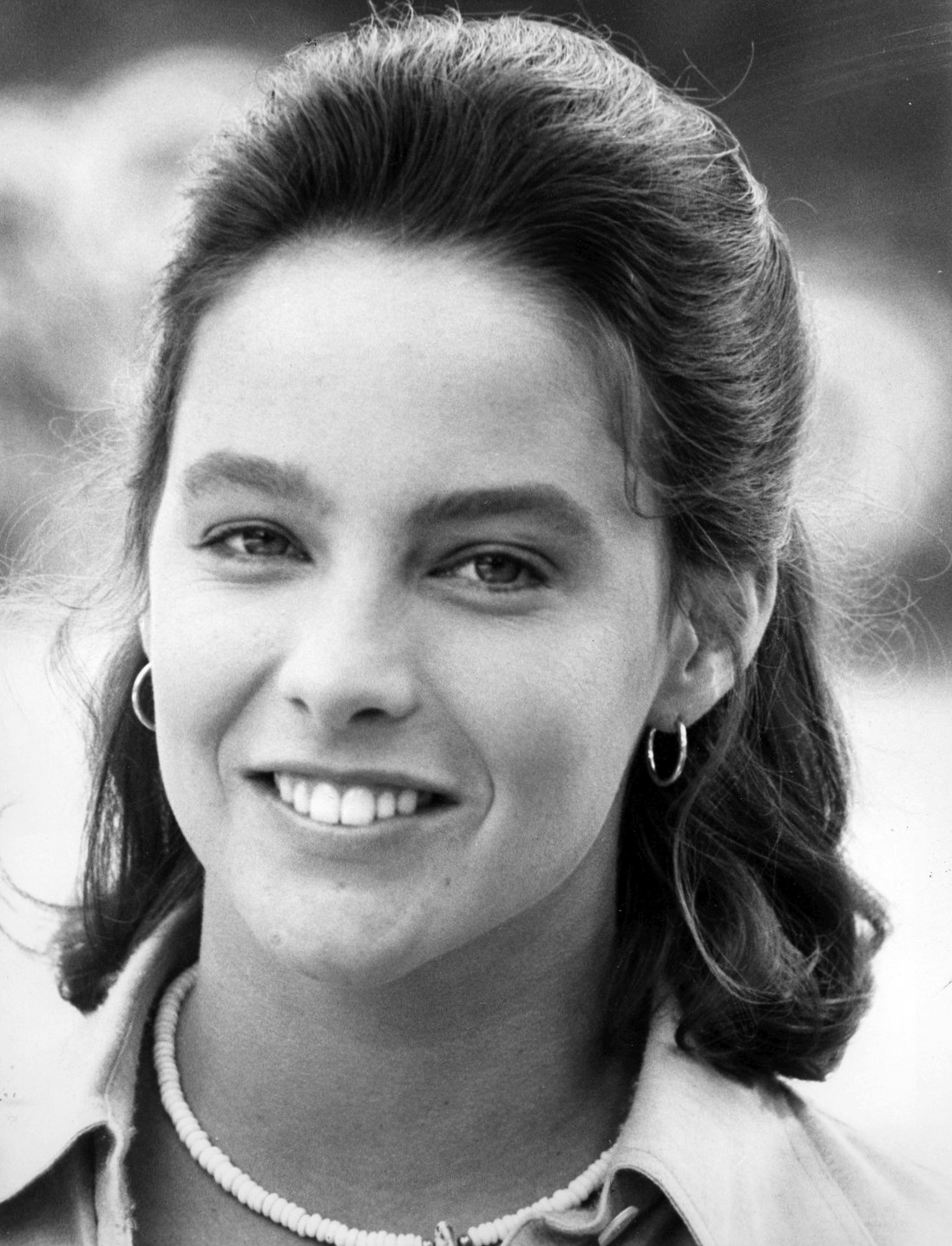
Kathleen Quinlan (1975)

Kathleen Denise Quinlan (* 19. November 1954 in Pasadena, Kalifornien) ist eine US-amerikanische Schauspielerin.

## Leben
Quinlan wuchs in Mill Valley, Kalifornien auf und gab ihr Schauspieldebüt 1973 in George Lucas American Graffiti. Sie spielte in über 60 Filmen, darunter Ich hab’ dir nie einen Rosengarten versprochen und The Doors. 1996 wurde sie für ihre Rolle in Apollo 13 für einen Oscar als Beste Nebendarstellerin nominiert.
Vom 12. April 1994 bis zum 24. Dezember 2022 war sie mit dem Schauspieler Bruce Abbott verheiratet, mit dem sie ein Kind hat.

## Filmografie (Auswahl)
- 1973: American Graffiti
- 1974: Kojak – Einsatz in Manhattan (Kojak, Fernsehserie, Folge 2x03)
- 1974, 1976: Die Waltons (The Waltons, Fernsehserie, 2 Folgen)
- 1974: Where Have All the People Gone
- 1976: Lifeguard
- 1977: Ich hab’ dir nie einen Rosengarten versprochen (I Never Promised You a Rose Garden)
- 1977: Verschollen im Bermuda-Dreieck (Airport '77)
- 1979: The Promise
- 1980: Sunday Lovers
- 1983: Unheimliche Schattenlichter (Twilight Zone: The Movie) (Dritte Episode („It’s a Good Life“))
- 1983: Ihre letzte Chance
- 1985: Warnzeichen Gen-Killer (Warning Sign)
- 1985: Children of the Night
- 1985: Blackout – Bestie in Schwarz (Blackout)
- 1988: Sunset – Dämmerung in Hollywood (Sunset)
- 1988: Claras Geheimnis (Clara's Heart)
- 1990: Die Operation (Bodily Harm)
- 1991: Strays – Blutige Krallen
- 1991: The Doors
- 1995: Apollo 13
- 1997: Breakdown
- 1997: Lawn Dogs – Heimliche Freunde (Lawn Dogs)
- 1997: Zeus & Roxanne – Eine tierische Freundschaft (Zeus and Roxanne)
- 1997: Event Horizon – Am Rande des Universums (Event Horizon)
- 1998: Zivilprozess (A Civil Action)
- 1998: My Giant – Zwei auf großem Fuß (My Giant)
- 1999: Diagnose: Mord (Fernsehserie, 1 Folge)
- 2003: Die Schlachten von Shaker Heights (The Battle of Shaker Heights)
- 2004: El Padrino
- 2004: The Riverman (Fernsehfilm)
- 2004: The Dead Will Tell (Fernsehfilm)
- 2006: Dr. House (House, M.D., Fernsehserie, 1 Folge)
- 2006: The Hills Have Eyes – Hügel der blutigen Augen (The Hills Have Eyes)
- 2007: CSI: Den Tätern auf der Spur (CSI: Crime Scene Investigation, Fernsehserie, Folge 7x16)
- 2007: Enttarnt – Verrat auf höchster Ebene (Breach)
- 2008: Verliebt in die Braut (Made of Honor)
- 2008–2009: Prison Break (Fernsehserie, 8 Folgen)
- 2010: The River Why
- 2011: Stargate Universe (Fernsehserie, 1 Folge)
- 2012–2013: Chicago Fire (Fernsehserie, 7 Folgen)
- 2012–2014: Blue (Webserie, 7 Folgen)
- 2013: Horns – Für sie geht er durch die Hölle (Horns)
- 2017: Elizabeth Blue
- 2018: Parallel
- 2018: Saving My Baby
- 2018–2019: Marvel’s Runaways (Fernsehserie, 3 Folgen)
- 2019: How to Get Away with Murder (Fernsehserie, 1 Folge)